# بالدوین اسپنسر
وینستون بالدوین اسپنسر (به انگلیسی: Winston Baldwin Spencer) زاده ۸ اکتبر ۱۹۴۸ سیاستمدار اهل آنتیگوا و باربودا که از ۲۴ مارس ۲۰۰۴ تا ۱۳ ژوئن ۲۰۱۴ از جناح سیاسی حزب متحده پیشرو نخست‌وزیر این کشور بود.